# Hangest-en-Santerre
Hangest-en-Santerre [ɑ̃ʒɛst ɑ̃ sɑ̃tɛʁ] est une commune française située dans le département de la Somme, en région Hauts-de-France.

## Géographie

### Localisation
Hangest-en-Santerre est un bourg picard de l'Amiénois et de la région naturelle du Santerre.
À vol d'oiseau, la localité est située à 9 km à l'est de Moreuil, 10 km au sud-est de Rosières-en-Santerre, 12 km au nord de Montdidier, 15 km au nord-ouest de Roye, 18 km au sud-est de Corbie, 27 km au sud-est d'Amiens et à 50 km à l'ouest de Saint-Quentin.
Le territoire de la commune est limitrophe de ceux de six communes.
Les communes limitrophes sont Arvillers, Davenescourt, Fresnoy-en-Chaussée, Le Plessier-Rozainvillers, Le Quesnel et Trois-Rivières.

### Géologie et relief
Le sol est argileux en grande partie. Au sud, vers Davenescourt, le limon des plateaux domine. Le sous-sol, datant de l'ère secondaire est de nature marneuse.
La commune est située sur le plateau du Santerre : son altitude est remarquablement uniforme. À la limite sud-ouest du territoire, la vue sur la vallée de l'Avre  présente une belle vue.

### Hydrographie
La commune est située dans le bassin Artois-Picardie. Elle n'est drainée par aucun cours d'eau.

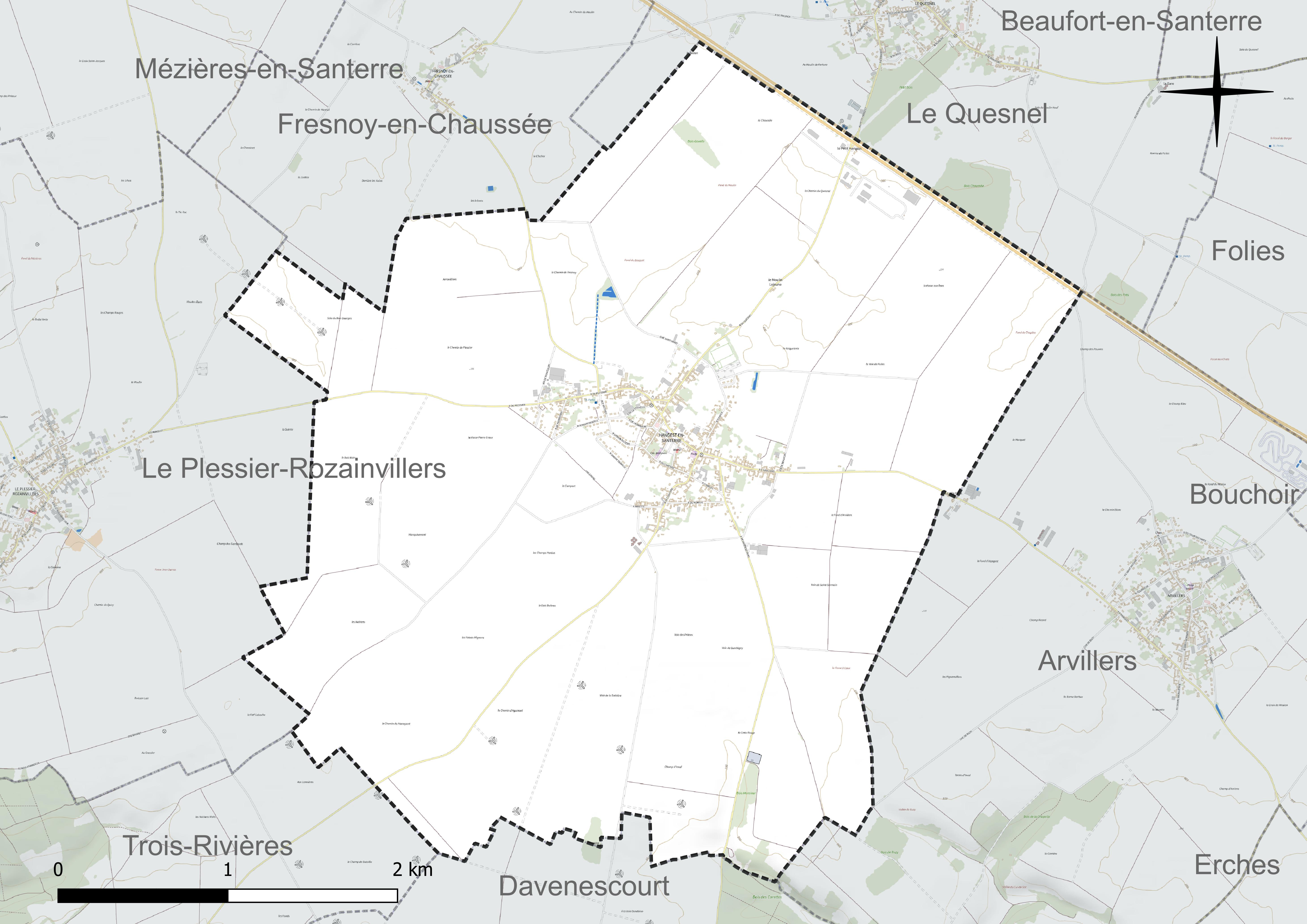
Réseau hydrographique d'Hangest-en-Santerre.

### Climat
Pour des articles plus généraux, voir Climat des Hauts-de-France et Climat de la Somme.
En 2010, le climat de la commune est de type climat océanique dégradé des plaines du Centre et du Nord, selon une étude du CNRS s'appuyant sur une série de données couvrant la période 1971-2000. En 2020, Météo-France publie une typologie des climats de la France métropolitaine dans laquelle la commune est exposée à un climat océanique et est dans la région climatique Nord-est du bassin Parisien, caractérisée par un ensoleillement médiocre, une pluviométrie moyenne régulièrement répartie au cours de l'année et un hiver froid (3 °C).
Pour la période 1971-2000, la température annuelle moyenne est de 10,2 °C, avec une amplitude thermique annuelle de 14,7 °C. Le cumul annuel moyen de précipitations est de 702 mm, avec 11,3 jours de précipitations en janvier et 8,5 jours en juillet. Pour la période 1991-2020, la température moyenne annuelle observée sur la station météorologique la plus proche, située sur la commune de Rouvroy-en-Santerre à 8 km à vol d'oiseau, est de 10,8 °C et le cumul annuel moyen de précipitations est de 635,8 mm,. Pour l'avenir, les paramètres climatiques de la commune estimés pour 2050 selon différents scénarios d'émission de gaz à effet de serre sont consultables sur un site dédié publié par Météo-France en novembre 2022.

#### Hameaux et écarts
Le Petit-Hangest est un hameau situé le long de la RD 934 et éloigné de 1 500 m  du chef-lieu communal. Il comptait 13 habitants en 1899.

## Urbanisme

### Typologie
Au 1er janvier 2024, Hangest-en-Santerre est catégorisée bourg rural, selon la nouvelle grille communale de densité à sept niveaux définie par l'Insee en 2022.
Elle est située hors unité urbaine. Par ailleurs la commune fait partie de l'aire d'attraction d'Amiens, dont elle est une commune de la couronne,. Cette aire, qui regroupe 369 communes, est catégorisée dans les aires de 200 000 à moins de 700 000 habitants,.

### Occupation des sols
L'occupation des sols de la commune, telle qu'elle ressort de la base de données européenne d'occupation biophysique des sols Corine Land Cover (CLC), est marquée par l'importance des territoires agricoles (91,9 % en 2018), une proportion sensiblement équivalente à celle de 1990 (92,7 %). La répartition détaillée en 2018 est la suivante : 
terres arables (90,4 %), zones urbanisées (6,8 %), zones agricoles hétérogènes (1,5 %), zones industrielles ou commerciales et réseaux de communication (1,4 %). L'évolution de l'occupation des sols de la commune et de ses infrastructures peut être observée sur les différentes représentations cartographiques du territoire : la carte de Cassini (XVIIIe siècle), la carte d'état-major (1820-1866) et les cartes ou photos aériennes de l'IGN pour la période actuelle (1950 à aujourd'hui).

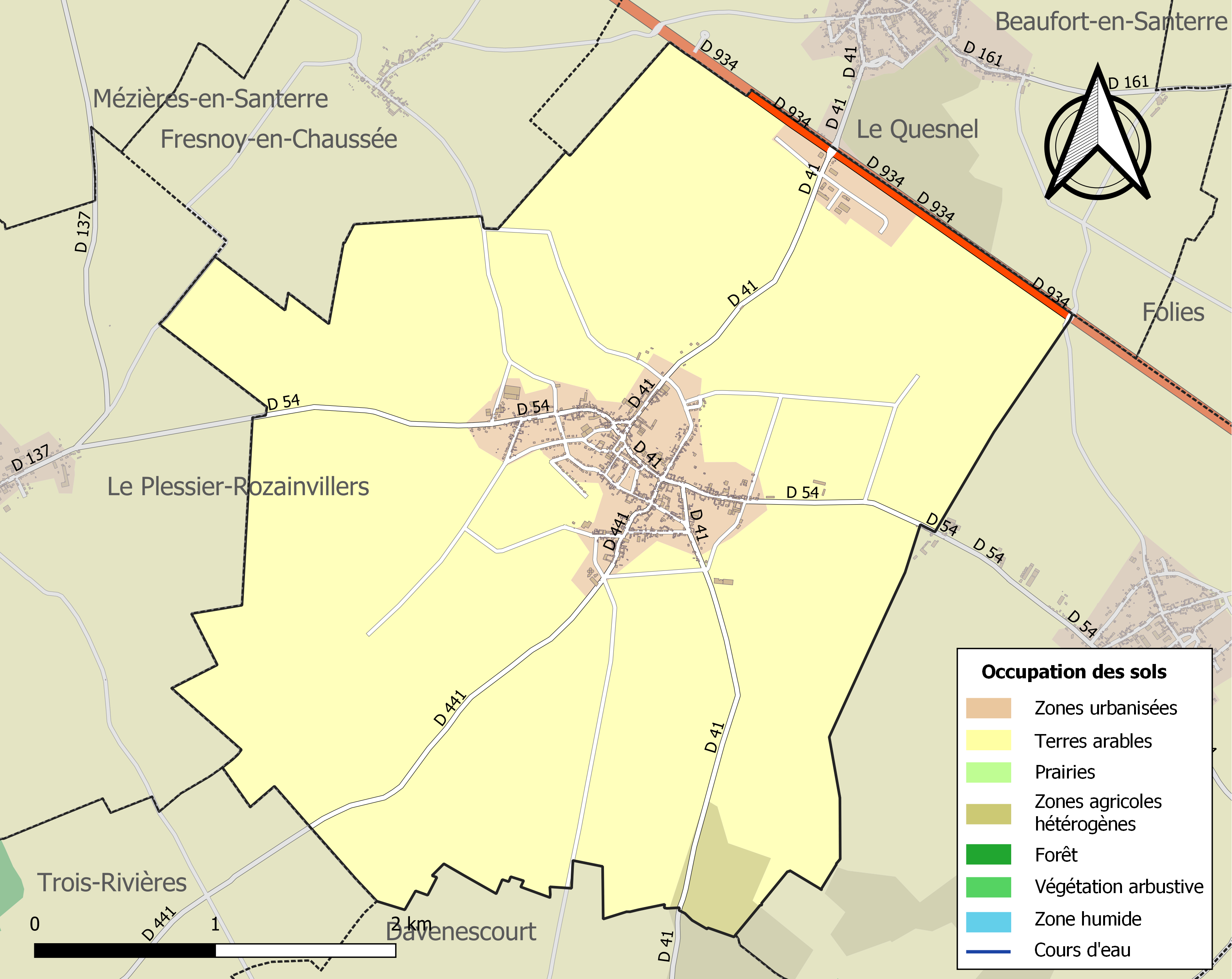
Carte des infrastructures et de l'occupation des sols de la commune en 2018 (CLC).

### Habitat
La commune d'Hangest-en-Santerre présente un habitat groupé. Le village détruit pendant la Grande Guerre a été reconstruit durant l'entre-deux guerres
La commune s'est dotée d'un plan local d'urbanisme (PLU). Le Projet d'aménagement et de développement durable (PADD) définit les orientations retenues par la collectivité.

### Logement
Plusieurs lotissements de dimension modérée ont été créés par la municipalité pour répondre à la demande et maintenir le réseau de services locaux.
L'évolution du parc de logements est le suivant : 
| Evolution du nombre de logements, | 1968 | 1975 | 1982 | 1990 | 1999 | 2009 | 2014 |
| --------------------------------- | ---- | ---- | ---- | ---- | ---- | ---- | ---- |
| Ensemble des logements            | 326  | 344  | 347  | 360  | 380  | 427  | 457  |
| Résidences principales            | 276  | 274  | 260  | 269  | 312  | 385  | 398  |
| Résidences secondaires            | 22   | 47   | 58   | 62   | 40   | 25   | 21   |
| Logements vacants                 | 28   | 23   | 29   | 29   | 28   | 17   | 38   |

Ces logements correspondent essentiellement à des maisons individuelles. Selon le recensement 2014, la commune comptait à cette époque 9 appartements. Ces logements étaient alors très majoritairement de grande taille : 29,6 % de logements de 4 pièces et 55,3 % de logements de 5 pièces ou plus. Le parc de résidences principales était alors relativement récent : 
- 21,6 % construits avant 1919 ;
- 21,3 % construits de 1919 à 1945 ;
- 19,2 % construits de 1946 à 1970 ;
- 13,8 % construits de 1971 à 1990 ;
- 15,3 % construits de 1991 à 2005 ;
- 8,8 % construits de 2006 à 2011[25].

### Voies de communication et transports
- Axes routiers : le village se situe  à proximité la route départementale 934, reliant Amiens à Roye. Les autoroutes A29, A1 et A16 sont relativement faciles d'accès[26].

- Chemin de fer : aucune voie ferrée ne traverse la commune. Le village se trouve à 20 min de la gare TGV Haute-Picardie[26].

En 2020, la localité est desservie par les lignes d'autocars du réseau Trans'80, Hauts-de-France, tous les jours sauf le dimanche et les jours fériés (ligne no 40, Roye - Hangest-en-Santerre - Amiens ; ligne no 45, Moreuil -  Montdidier).

## Toponymie
Dès 1147, Hangest est relevé dans sa forme actuelle. On trouve ensuite Hanjiesta, Hangiest, Angest et finalement Hangest en Santerre en 1733.
Il s'agit d'un toponyme médiéval d'aspect germanique, dont l'étymologie exacte est mal éclaircie.

Albert Dauzat reprend la proposition d'Ernst Gamillscheg qui considère qu'il s'agit du nom germanique de l'étalon, c'est-à-dire hangist (comprendre proto-germanique *hangistaz) ou plutôt vieux bas francique *hangist « étalon » (cf. néerlandais hengst « étalon »).
Un nom d'animal pris absolument est cependant de nature plutôt insolite.
Peut-être s'agit-il d'un toponyme germanique en Ham- « maison, foyer, village » dont le premier élément a évolué en Han- comme dans Hangard (Somme). Homonymie avec Hangest-sur-Somme.
Le Santerre est une région naturelle située au cœur de la Picardie, et de l'actuelle région Hauts-de-France.

## Histoire
Préhistoire
Attestant d'une occupation très ancienne du territoire, des silex polis datant du Néolithique et des silex taillés en fer de lance ont été retrouvés par les exploitants agricoles.
Antiquité
Par ailleurs, les vestiges de quatre villas gallo-romaines ont été identifiés sur la commune.
Moyen Âge
La famille de Hangest a détenu au Moyen Âge la seigneurie de Hangest. C'est ainsi que le membre le plus ancien connu de cette famille, Jean de Hangest (1180), fonde une chapelle dans l'église Saint-Martin.
Jean IV, dit de Rabache, sire de Hangest et de Davenescourt, est reconnu comme le plus célèbre de la lignée.
Le chapitre de Saint-Quentin possédait de nombreux biens dans le village.
En 1203, un hôpital est fondé en l'honneur de saint Jacques.
En 1416, les Bourguignons, commandés par Ferry de Mailly, s'emparent de la forteresse du lieu et ravagent les environs.
Époque moderne
En 1636, durant la guerre de Trente Ans, les Espagnols portent de terribles coups  au village : le château, le couvent et 45 maisons subissent la destruction. De cette époque dateraient les muches, souterrains qui ont servi de refuge à la population.
XIXe siècle

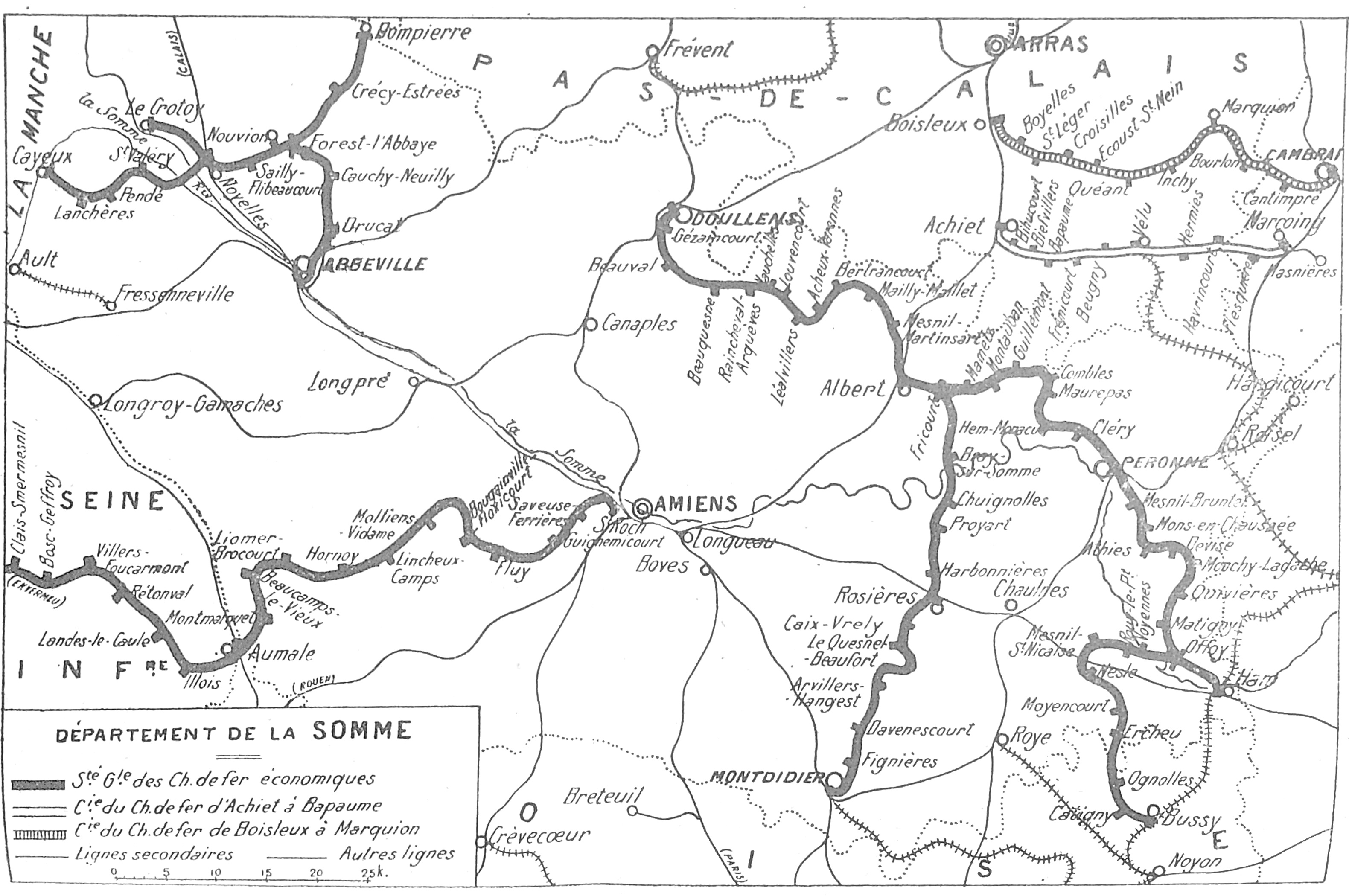
Le réseau des chemins de fer départementaux de la Somme en 1928.

Pendant la guerre franco-allemande de 1870, deux habitants furent fusillés sans motif par les Prussiens.
La commune est desservie de 1889 à la fin des années 1940  par la ligne de chemin de fer secondaire à voie métrique des chemins de fer départementaux de la Somme reliant Albert à Montdidier, avec la gare d'Arvillers-Hangest, facilitant les déplacements des voyageurs et le transport des produits agricoles du Santerre.
Au début du XXe siècle, Hangest est un bourg agricole prospère.
Première Guerre mondiale
Pendant la Première Guerre mondiale, en 1914-1915, à Hangest-en-Santerre, situé à l'arrière du front, se trouvait l'hôpital temporaire dépendant de l'hôpital N°125  d'Amiens, installé dans l'hospice Brulin situé rue de l'Isle.
Le 21 février 1916, le 28e RI était frappé par une attaque au chlore. « L'attaque allemande d'infanterie fut enrayée par l'action des mitrailleuses mais les fantassins furent vite pris par les effets des gaz et quelques heures après la vague de gaz, les effets furent catastrophiques. Lancée à 5 heures du matin, on sentait le chlore à Amiens à 6 heures ».
En novembre 1916, le 12e régiment de cuirassiers à pied cantonna dans le village.
La commune conserve son rôle d'arrière du front, avec sa gare notamment servant à l'alimentation du front,,,,. L'armée construit un chemin de fer militaire à voie étroite du système Péchot, élément d'un vaste système de logistique alimentant le front. Cette ligne existait encore pour les besoins de la reconstruction en 1920. La commune est utilisée également pour l'implantation de pièces de l'artillerie lourde sur voie ferrée,.
Hangest est pris par l'armée allemande au printemps 1918, et, d'avril à juin 1918, deux aérodromes militaires allemands  sont aménagés, celui de Hanguest Nord-Est ayant à nouveau été utilisé par les aviations françaises puis allemandes pendant la Seconde Guerre mondiale,
Le 8 août 1918, au début de l'offensive des Cent-Jours, le 31e corps d'armée atteint Hangest-en-Santerre après avoir repris Moreuil. Les 126e et 153e D.I. libèrent alors Hangest et son plateau, avant de poursuivre leur marche vers Contoire et Pierrepont-sur-Avre,.
La commune est décorée de la Croix de guerre 1914-1918 le 3 novembre 1920.

## Politique et administration

### Rattachements administratifs et électoraux
La commune se trouve dans l'arrondissement de Montdidier du département de la Somme. Pour l'élection des députés, elle fait partie depuis 2012 de la quatrième circonscription de la Somme.
Elle fait partie depuis 1801 du canton de Moreuil, qui a été modifié et agrandi dans le cadre du redécoupage cantonal de 2014 en France.

### Intercommunalité
La commune était membre de la communauté de communes du canton de Moreuil, créée par un arrêté préfectoral du 4 décembre 1992 et renommée communauté de communes Avre Luce Moreuil (CCALM) par arrêté préfectoral du 6 mai 1996.
Dans le cadre des dispositions de la loi portant nouvelle organisation territoriale de la République du 7 août 2015, qui prévoit que les établissements publics de coopération intercommunale (EPCI) à fiscalité propre doivent avoir un minimum de 15 000 habitants, la préfète de la Somme propose en octobre 2015 un projet de nouveau schéma départemental de coopération intercommunale (SDCI) prévoyant la réduction de 28 à 16 du nombre des intercommunalités à fiscalité propre du département.
Après des hypothèses de regroupement des communautés de communes du Grand Roye (CCGR), du canton de Montdidier (CCCM), du Santerre et d'Avre, Luce et Moreuil, la préfète dévoile en octobre 2015 son projet qui prévoit la « des communautés de communes d'Avre Luce Moreuil et du Val de Noye », le nouvel ensemble de 22 440 habitants regroupant 49 communes,. À la suite de l'avis favorable des intercommunalités et de la commission départementale de coopération intercommunale en janvier 2016 puis des conseils municipaux et communautaires concernés, la fusion est établie par un arrêté préfectoral du 22 décembre 2016, qui prend effet le 1er janvier 2017.
La commune est donc désormais membre de la communauté de communes Avre Luce Noye (CCALN).

### Liste des maires
| Période                                  | Période                   | Identité          | Étiquette     | Qualité |
| ---------------------------------------- | ------------------------- | ----------------- | ------------- | --- |
| Les données manquantes sont à compléter. |                           |                   |               | |
| 1971                                     | 1989                      | Jean Godin        |               | |
| 1993                                     | 2001                      | René Rigolle      | Divers droite | |
| 2001                                     | mai 2020                  | Jacques Hennebert | UDI           | Vice-président de la CCALM ( ? → 2014)                                                                       |
| mai 2020,                                | En cours (au 27 mai 2020) | Patrick Jubert    |               | Chargé d'affaires dans le secteur privé Vice-président de la communauté de communes Avre Luce Noye (2017 → ) |

### Politique de développement durable
Un parc de huit éoliennes est édifié par le groupe Valorem en 2016-2017 sur les communes du Plessier-Rozainvillers, d'Hangest-en-Santerre et de Mézières-en-Santerre, après un financement participatif ouvert notamment aux riverains.

### Distinctions et labels
Ville fleurie : à l'instar de seulement 22 villages en Picardie, une deuxième fleur a été attribuée en 2013 à Hangest-en-Santerre lors du concours des villes et villages fleuris. Cette distinction est toujours attribuée en 2016.

## Population et société

### Démographie
L'évolution du nombre d'habitants est connue à travers les recensements de la population effectués dans la commune depuis 1793. Pour les communes de moins de 10 000 habitants, une enquête de recensement portant sur toute la population est réalisée tous les cinq ans, les populations de référence des années intermédiaires étant quant à elles estimées par interpolation ou extrapolation. Pour la commune, le premier recensement exhaustif entrant dans le cadre du nouveau dispositif a été réalisé en 2004.

En 2022, la commune comptait 1 024 habitants, en évolution de +0,59 % par rapport à 2016 (Somme : −1,26 %, France hors Mayotte : +2,11 %).
| 1793  | 1800  | 1806  | 1821  | 1831  | 1836  | 1841  | 1846  | 1851  |
| ----- | ----- | ----- | ----- | ----- | ----- | ----- | ----- | ----- |
| 1 263 | 1 032 | 1 141 | 1 230 | 1 268 | 1 300 | 1 351 | 1 420 | 1 343 |

| 1856  | 1861  | 1866  | 1872  | 1876  | 1881  | 1886  | 1891  | 1896  |
| ----- | ----- | ----- | ----- | ----- | ----- | ----- | ----- | ----- |
| 1 366 | 1 360 | 1 317 | 1 322 | 1 379 | 1 497 | 1 500 | 1 460 | 1 396 |

| 1901  | 1906  | 1911  | 1921 | 1926 | 1931 | 1936 | 1946 | 1954 |
| ----- | ----- | ----- | ---- | ---- | ---- | ---- | ---- | ---- |
| 1 324 | 1 260 | 1 201 | 961  | 976  | 977  | 893  | 841  | 841  |

| 1962 | 1968 | 1975 | 1982 | 1990 | 1999 | 2004 | 2006 | 2009  |
| ---- | ---- | ---- | ---- | ---- | ---- | ---- | ---- | ----- |
| 849  | 801  | 769  | 703  | 723  | 839  | 933  | 978  | 1 029 |

| 2014  | 2019  | 2022  | - | - | - | - | - | - |
| ----- | ----- | ----- | - | - | - | - | - | - |
| 1 024 | 1 012 | 1 024 | - | - | - | - | - | - |

### Enseignement

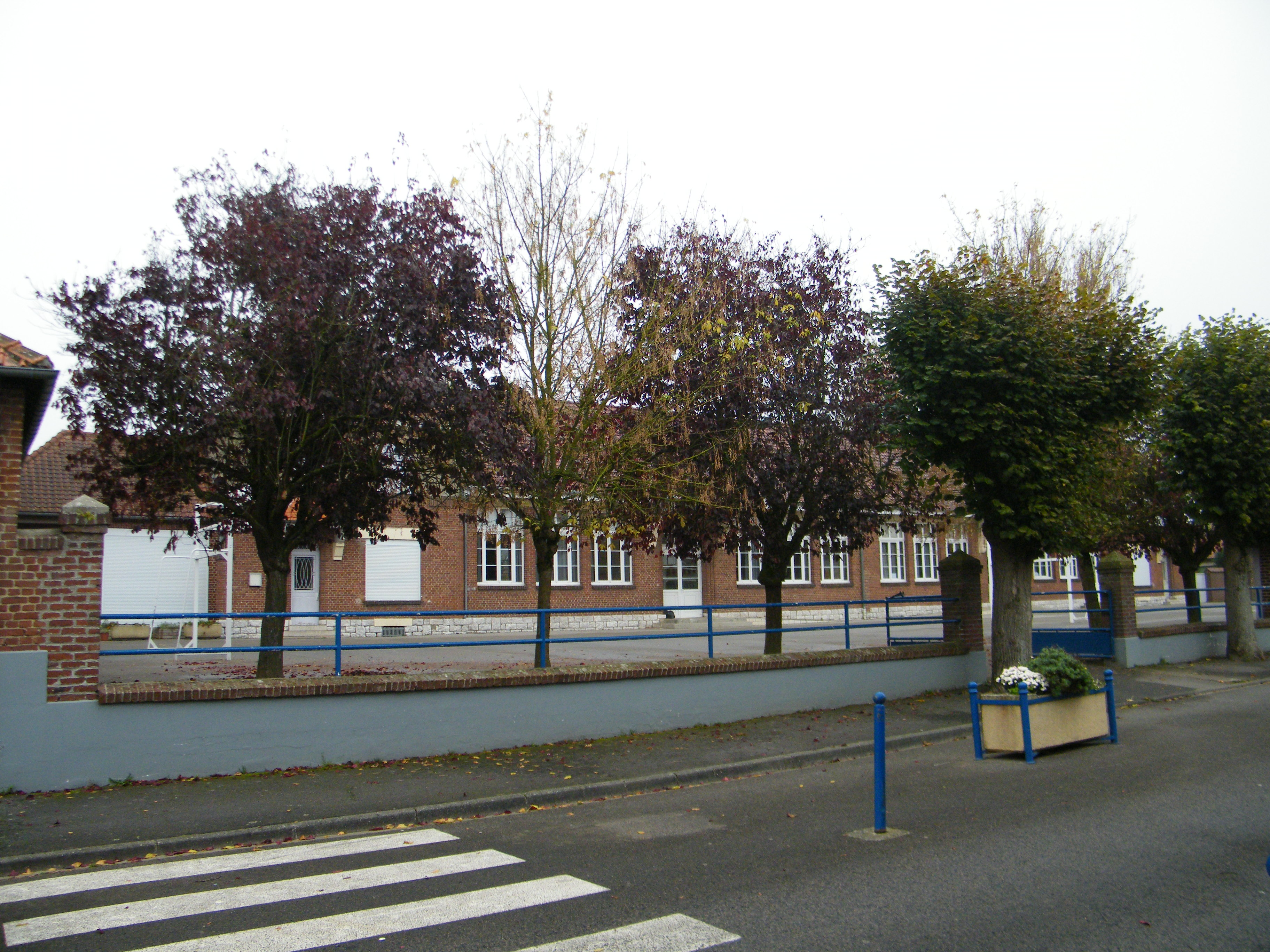
La cour d'école.

Dès trois ans, les enfants sont pris en charge par l'école primaire qui comporte cinq classes. Des activités péri-scolaires permettent d'accueillir les élèves en dehors des horaires scolaires, de même qu'une halte-garderie et un service de cantine. Un centre de loisirs est ouvert pendant les vacances scolaires.
La suite de la scolarité mène les enfants au collège de Moreuil. Ils peuvent poursuivre des études secondaires au lycée de Montdidier.

### Manifestations culturelles et festivités
Les associations d'Hangest-en-Santerre permettent de se livrer à de nombreuses activités. Une salle multifonction est utilisée pour l'animation culturelle.
La fête locale  est programmée le dernier week-end de juin.

### Sports
L'intercommunalité a mis en place le centre aquatique de Moreuil, à une bonne dizaine de kilomètres d'Hangest.
Des associations encadrent les activités liées à l'exercice physique :
- l'Union Sportive de Hangest-en-Santerre ;
- Gym Loisirs.

### Loisirs
- Le club des aînés.
- Les amis de l'école.
- Le Poker Club Sandwich de Hangest-en-Santerre.
- Association pour la culture du Bonsaï.
- L'Amicale des Sapeurs pompiers.

### Action sociale
- L'APICADEV (Association Picarde des Aveugles et Déficients visuels).
- Les parents d'élèves.
- Les anciens combattants.

## Économie

### Emploi
Les riches terres agricoles du Santerre ont favorisé la production de blé, betteraves sucrières, pommes de terre, légumes. Le  recensement  général  de  l'agriculture  (RGA)  de  2000  indiquait  qu'il  n'y  avait  plus  que 19 exploitations agricoles (dont 16 sont en activité) sur  la commune contre 24 en 1988, générant 102  emplois  permanents  (en équivalent temps plein)  plus  des  saisonniers. Le  nombre d'actifs familiaux de ces fermes s'élevait à 42 personnes.
Les usines agro-alimentaires d'envergure internationale implantées à proximité (Bonduelle, Saint-Louis-Sucre...) procurent de l'emploi aux résidents.
La commune dispose d'une zone d'activité créée par l'intercommunalité.

### Entreprises et commerce
- Boucher, épicier, professions de santé, artisanat sont présents[Quand ?] dans ce bourg resté rural.
- En février 2024, l'entreprise IBF H2 sort le premier car alimenté par hydrogène. Cette unité, spécialisée dans la vente d'anciens véhicules rénovés, prévoit l'ouverture d'une usine d'assemblage en juin 2024. Une quinzaine d'emplois sont à pourvoir[68].

## Culture locale et patrimoine

### Lieux et monuments
- L'église Saint-Martin a possédé un portail remontant à la fin du XIIe siècle[69]. Détruite par les bombardements allemands qui ont ravagé la ville[70],[71], elle a été rasée après la Première Guerre mondiale.

Sa reconstruction, complètement terminée en 1931, est l'œuvre de l'architecte Godefroy Teisseire ; elle est inscrite en 1994 sur l'Inventaire supplémentaire des monuments Historiques. Son style byzantin et ses vitraux en font un monument particulier, au plan centré en croix grecque dont la coupole comprenant des peintures à fresque de Georges Lecomte et des verrières de Raphaël Lardeur, est surmontée d'un clocher,,,.
Elle comprend des panneaux en bois sculpté de l'ancienne tribune d'orgues datant de l'époque François Ier (XVIe siècle) remontés dans un meuble de sacristie, et une sculpture en bois sculpté polychrome La Charité de saint Martin, de la fin du XVIe siècle.
- Monument aux morts, situé place de la mairie et constitué d'un groupe sculpté sur piédestal, placé devant une stèle, en calcaire de Lavoux[78], édifié par le sculpteur amiénois Georges Legrand[79], dont la femme était native du village, avec une forte souscription publique en 1923-24[80].
- Patrimoine industriel : bonneterie d'Hangest, 15 rue de la Tour, reconstruite dans les années 1920 après les destructions de la Première Guerre mondiale, et dont l'activité a cessé avant 1962[81].

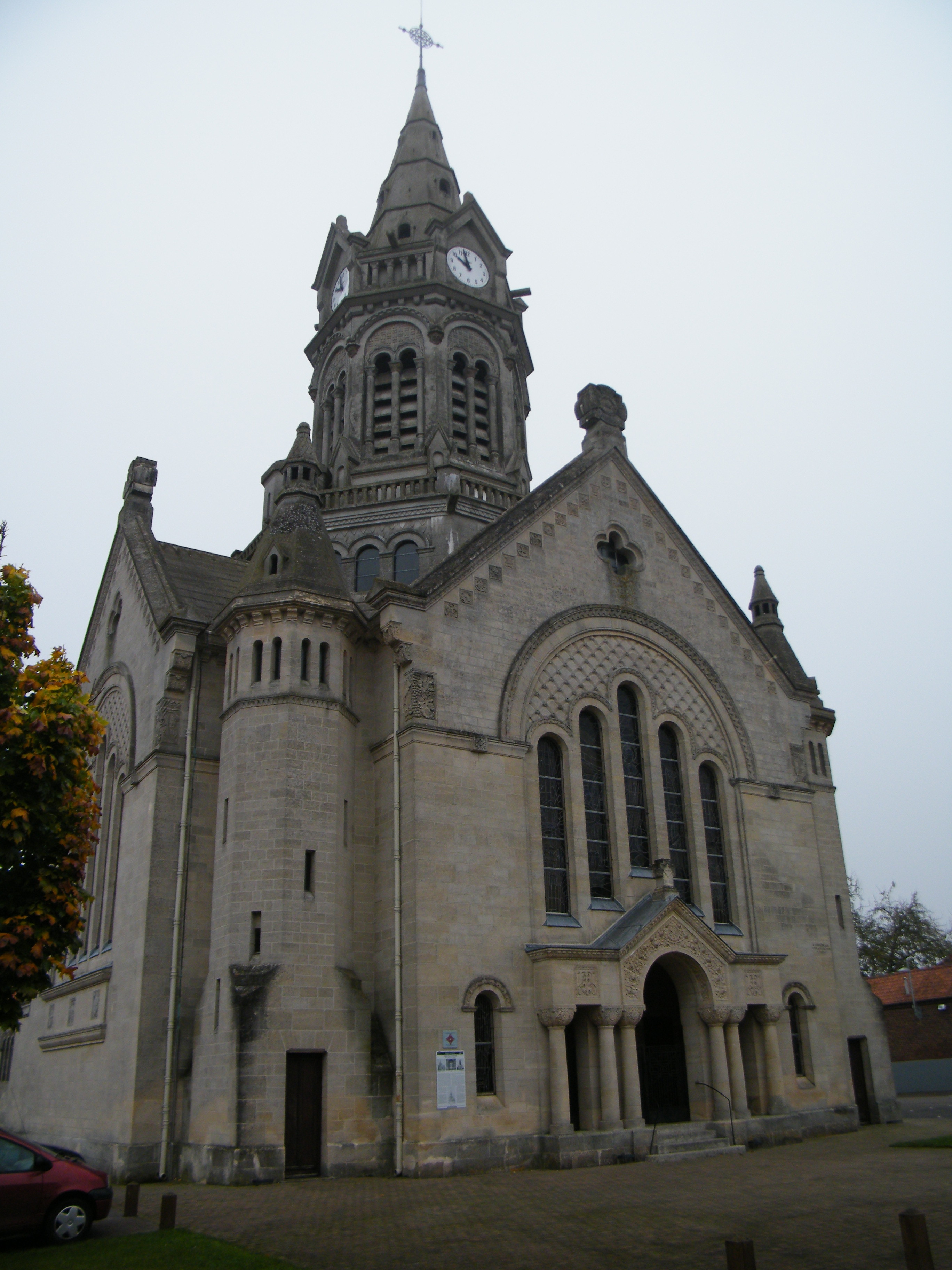
Façade principale de l'église Saint-Martin.
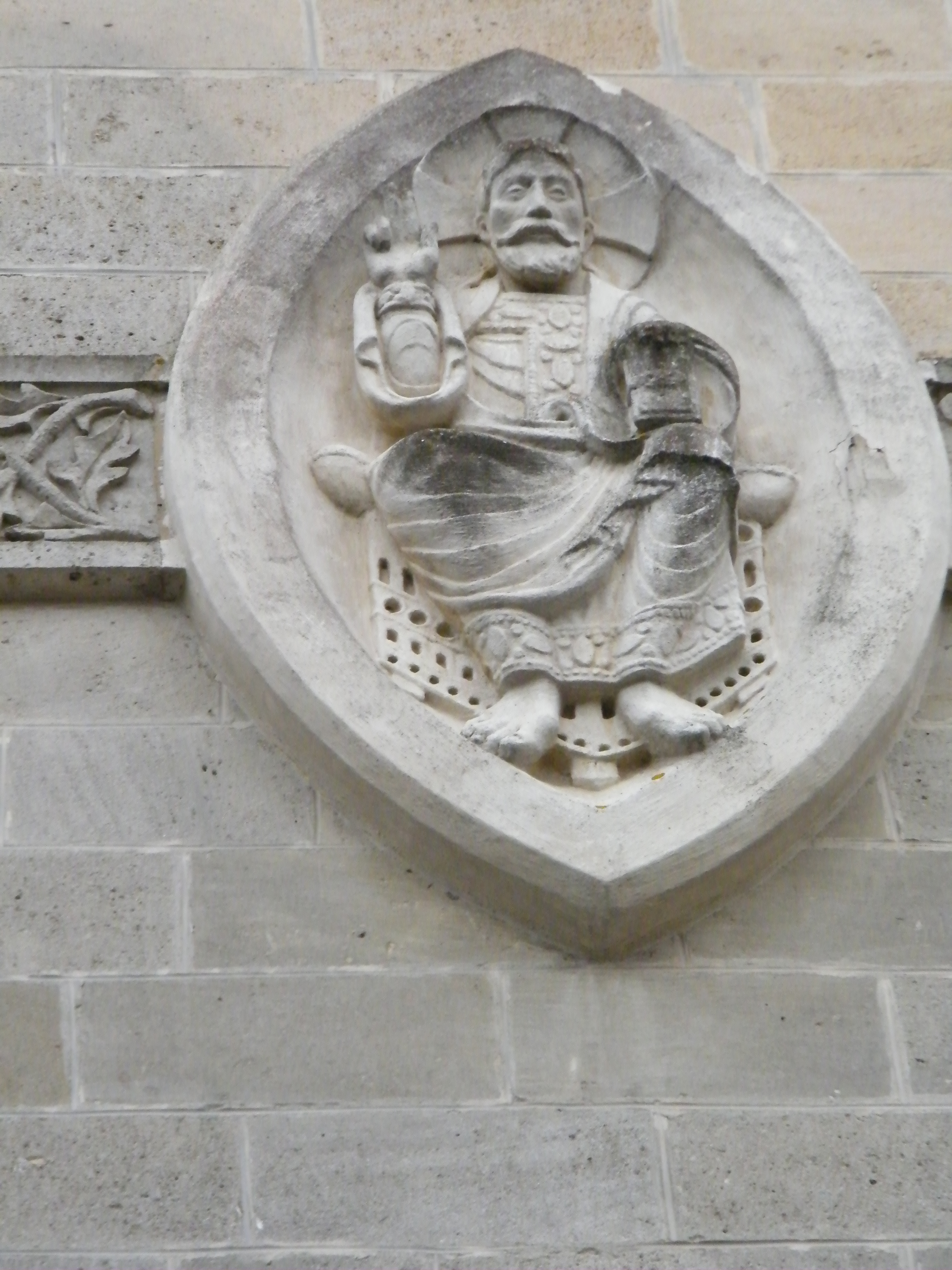
Détail de l'église.
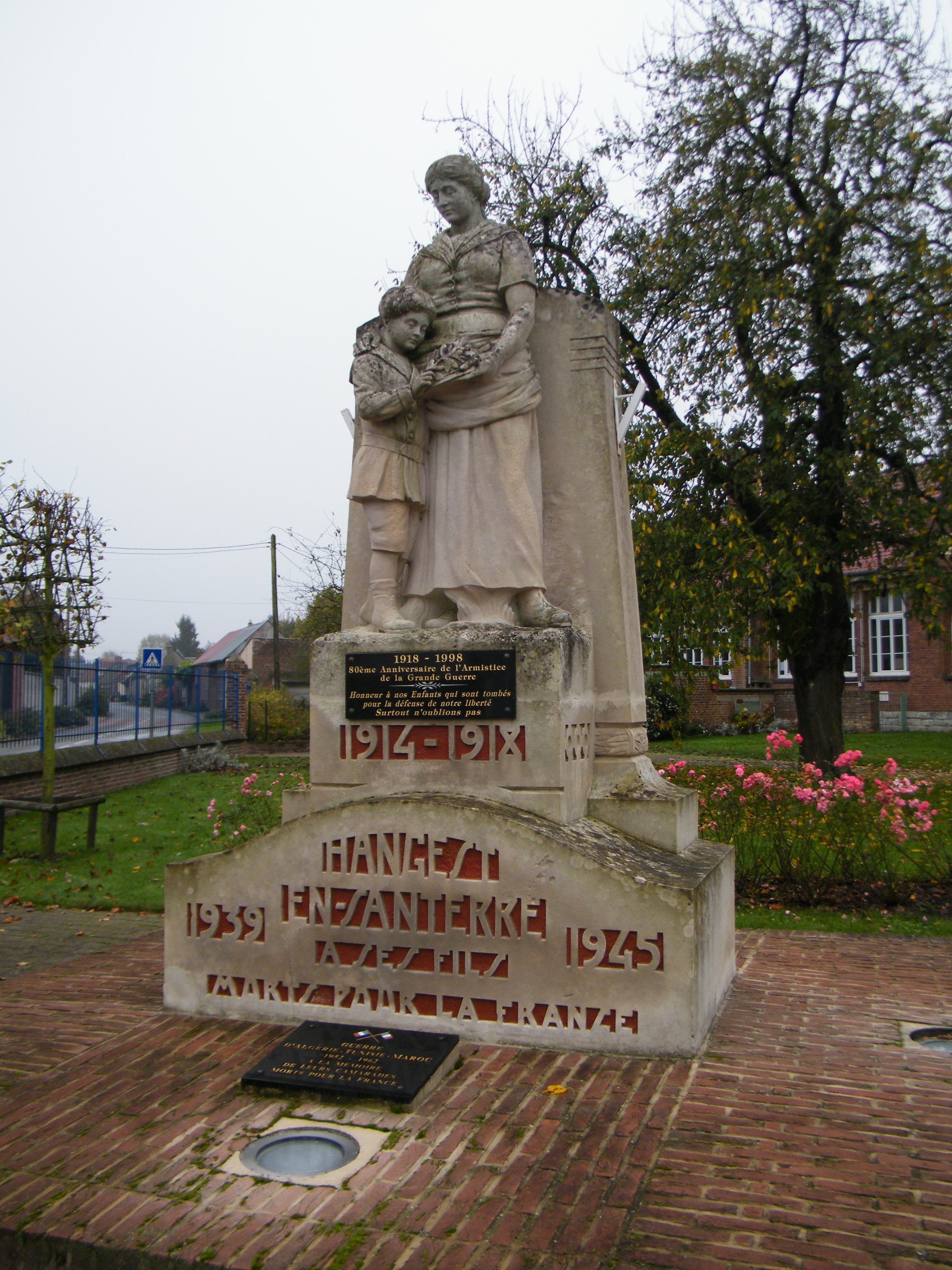
Le monument aux morts.
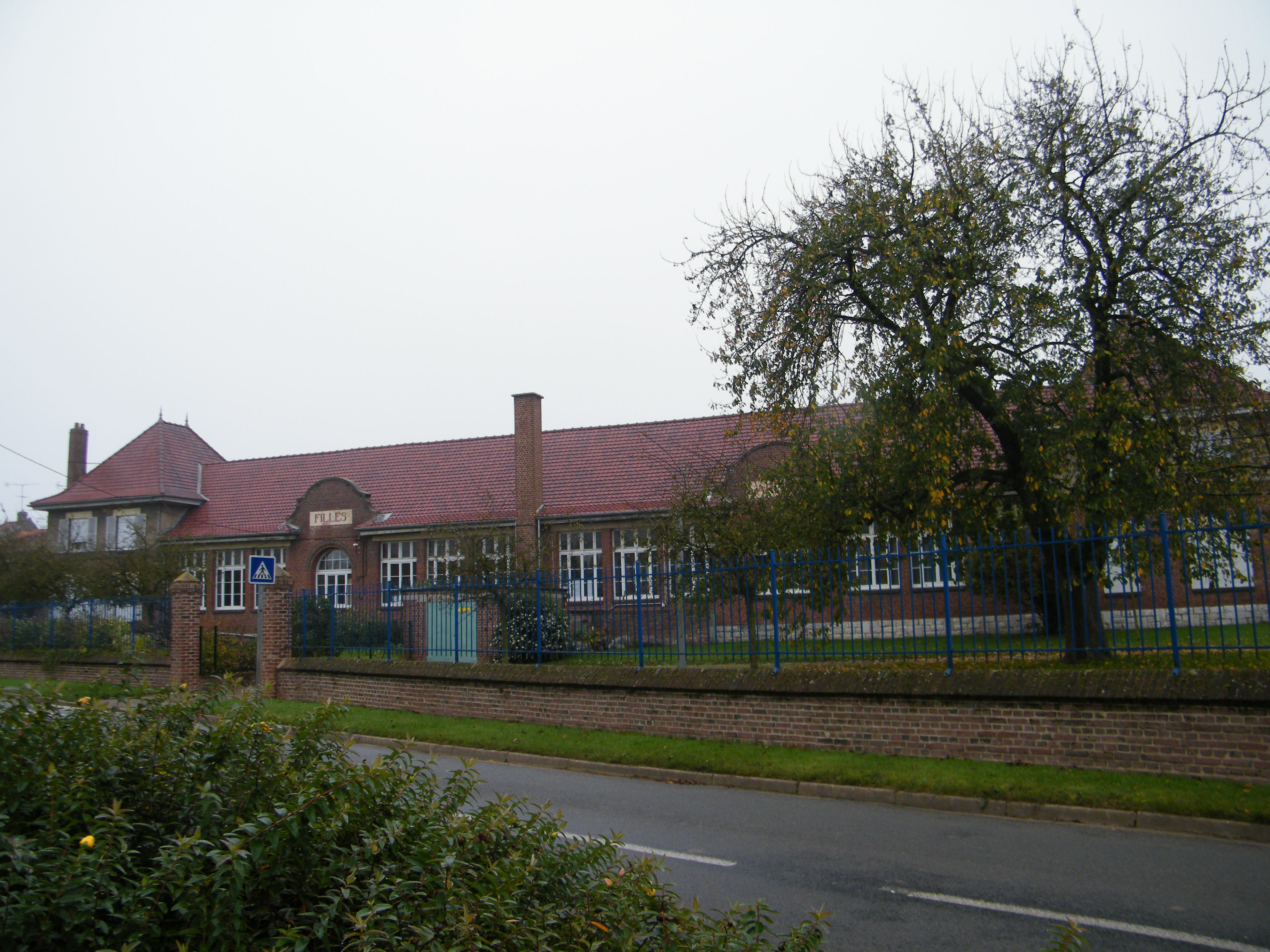
Les écoles.

### Personnalités liées à la commune
- Famille de Hangest.
- Terence Tarlier (SoOn), joueur professionnel d'Overwatch chez Paris Eternal.

### Héraldique
|  | Les armes de la commune se blasonnent ainsi : d'argent à la croix de gueules chargée de cinq coquilles d'or. Ces armes sont celles de la famille de Hangest. |

## Pour approfondir